# 황토

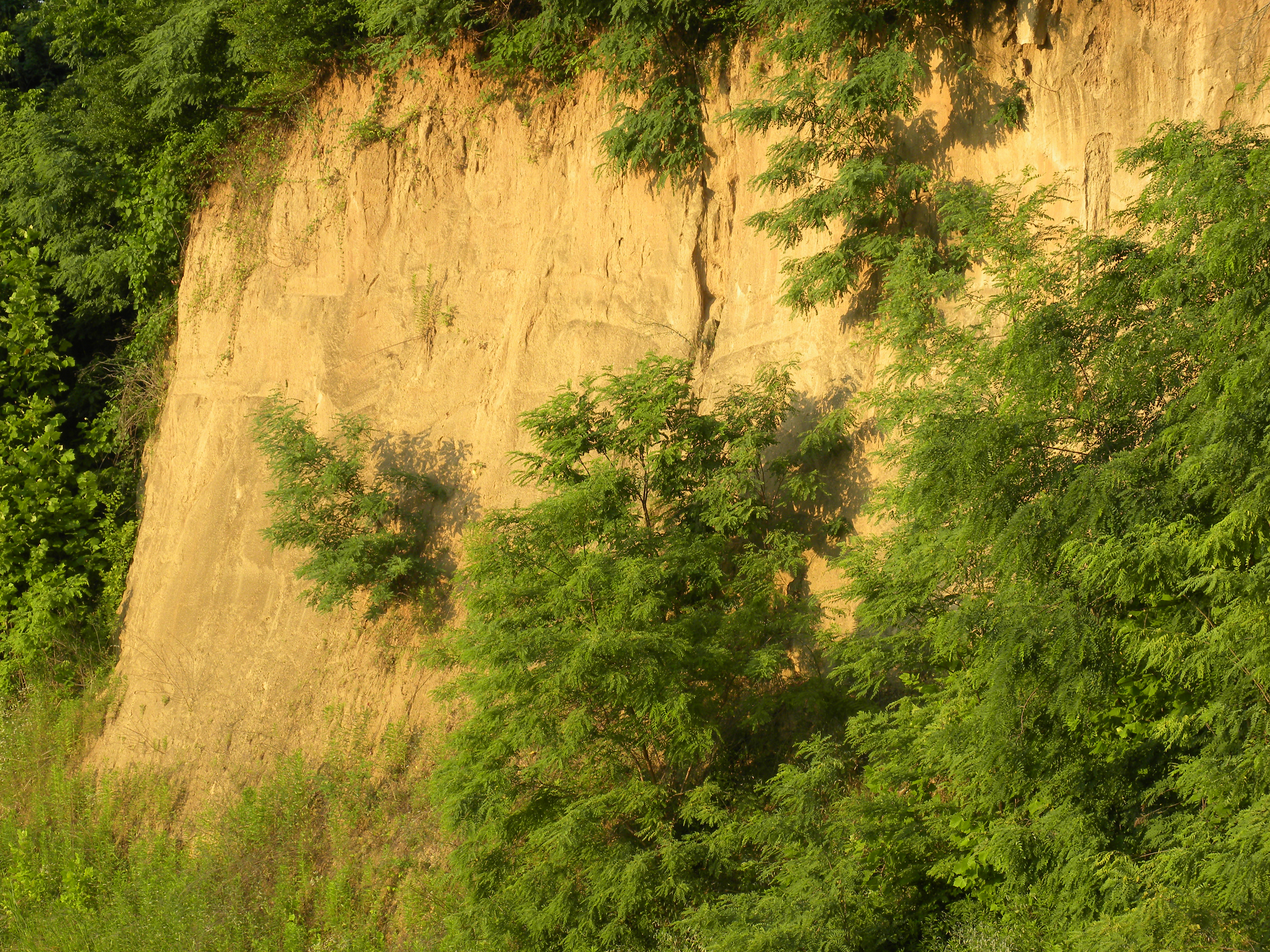
황토

황토(黃土), 뢰스(loess)는 일반적으로 바람에 의해 운반되어 퇴적된 황갈색이나 담황색의 미세한 모래와 점토를 가리키며, 주로 실트 크기의 입자들로 구성되어 있다. 탄산칼슘에 의해 느슨하게 접착되어 대개 균질하고 층리가 발달되어 있지 않으며 다공질이다. 현재 중국 북부, 유럽 중부, 북아메리카의 미시시피 계곡, 아르헨티나의 상당 부분, 타지키스탄 남부에서 카자흐스탄에 걸치는 중앙아시아 등에 널리 분포되어 있으며, 전체 지표면 중 약 10%를 차지하고 있다.
황토는 잿빛이 나는 황색의 석영(石英)이나 장석(長石) 등의 미립(微粒)의 퇴적으로서, 땅이 비옥하고 부드러워서 농경 생활을 하기에는 아주 적합했다. 황토 안에 함유하고 있는 유기물질이 상대적으로 빈약함에도 토질이 비옥한 이유로는, 양이온 교환 용량과 투과성이 높기 때문이라는 이론이 제시되어 있다. 이 황토 지대에서 농업 생산력의 발전을 기초로 문명이 성립되었다.